# فهرست پارسیان هند
فهرست پارسیان نامدار هندوستان پارسیان هند تبار ایرانی دارند.
پارسیان هند جمعیت اندک اما بسیار مؤثر در اقتصاد و صنعت و هنر هند محسوب می‌شوند.
در حال حاضر  دو چهره یکی خاندان تاتا و دیگری جمشید گودریج و خانواده زوبین ایرانی  از چهره‌های مشهور هند هستند. زوبین ایرانی از افراد سرشناس هند و رئیس شرکت یونایتد کورپریشن با ۳۵ میلیارد دلار سرمایه است  مقر آن در مومبای است.
در ۲۵ ماه مه سال ۲۰۱۴ میلادی نارندرا مودی  نخست وزیر هندوستان، ”’اسمرتی ایرانی”’ هنرمند، برنامه ساز و بازیگر سینما و سیاستمدار مدافع حقوق زنان را که همسرش زوبین ایرانی از پارسیان موفق هند هست به عنوان وزیر توسعه منابع انسانیِ کابینه جدید معرفی کرد، اسمرتی مالهوترا از پدر و مادر بنگالی و پنجابی  در دهلی   ۱۹۷۶ به دنیا آمده و  به تبعیت از پدر و مادر هندو است اما همسر  او زوبین ایرانی، از شهروندان زرتشتی هند است . او  ملکه یا دختر شایسته هند در سال ۱۹۹۸ بوده‌است  او همچنین جوان‌‌ترین وزیر کابینه معرفی شده با ۳۸ سال سن می‌باشد.

## در دانش و صنعت
- ردیف* نام و فامیل* زایش و میرش *** کار برجسته

1. هومی جهانگیر بابا (۱۹۰۹-۱۹۶۶) دانشمند فیزیک هسته‌ای و پدر برنامه هستی هند.
2. اردشیر گودرج (۱۸۶۸-۱۹۳۶) مخترع، بنیان‌گذار گروه صنعتی گودرج (به همراه برادرش پیروجشا)
3. پیروجشا گودرج (۱۸۸۲-۱۹۷۲) بنیان‌گذار گروه صنعتی گودرج (به همراه برادرش اردشیر)
4. فردونجی مرزبان (؟-؟) ناشر، بنیان‌گذار نخستین روزنامه هندی
5. دارابجی تاتا نماینده هند در نخستین المپیک
6. جمشیدجی نوشروانجی تاتا (۱۸۳۹-۱۹۰۴) بنیان‌گذار گروه صنعتی تاتا
7. جهانگیر تاتا (۱۹۰۴-۱۹۷۲) بنیان‌گذار نخستین خط هوایی هند (ایر ایندیا)
8. بهرام گور آنکلساریا (ایران‌شناس برجسته)
9. پشوتن جی دوسابایی مارکار (۱۹۶۳-۱۸۷۱) دانشمند و نیکوکار
10. کوسجی شوکشا دینشو (ادنوللا) (۱۸۲۷-۱۹۰۰): کارآفرین، بنیان‌گذار پورت مدرن عدن
11. بیرم دینشوجی آوری (۱۹۴۲ -): هتلیر پاکستان، مؤسس و رئیس گروه آوری از شرکت‌ها.
12. جهانگیر بهب‌ها حمی (۱۹۰۹-۱۹۶۶): دانشمند هسته ای، اولین رئیس کمیسیون انرژی اتمی هند.
13. آدی بولسرا (۱۹۵۲ -): فیزیکدان
14. کورستجی اردسیر از خانواده کشتی‌سازی Wadia، اولین هندی همکار انتخاب انجمن سلطنتی.
15. یکی ددیسته (۱۹۴۶ -): صفحه اصلی و مدیر مراقبت شخصی، یونیلور پلک
16. ندیرشو ادولجی دینشو (۱۸ -۱۹۲۴): صنعتگر و نیکوکار؛ بعد کالج مهندسی.
17. اردشیر گودریچ (۱۸۶۸-۱۹۳۶): مخترع، نوآور، ابداعکننده، از بنیان‌گذاران (با برادرش پیرج) امپراطوری گودریچ صنعتی
18. پیرجشا گدرج (۱۸۸۲-۱۹۷۲): کارآفرین، از بنیان‌گذاران (با اردشیر برادرش) از امپراتوری صنعتی گدرج
19. اوبی جیجیبهی جمستجی خانم، شوهرش سر جمستجی جیجیبهی کار بشردوستانه، سازنده مهیم جاده، دو جزیره بمبئی و سلست (شمال بمبئی متصل است.)
20. بیرمجی جیجیبهی سر: نیکوکار و بنیان‌گذار بچه کالج پزشکی، پونه.
21. جمستجی Jeejeebhoy، سر (۱۷۸۳-۱۸۵۹): تجارت دریایی با چین . بشردوست، بیمارستان JJ،
22. جهانگیرکووسجی سر (۱۸۷۹-۱۹۶۲): مهندس عمران و سازنده استاد از بمبئی
23. فریدون مرزبان (۱۷۸۷-۱۸۴۷): ناشر، اولین روزنامه محلی در شبه قاره هند بمبئی سمچر تأسیس
24. پللنجی میستری (۱۹۲۹ -): ساخت و ساز سرمایه دار خیلی مهم
25. هرموسجی نرجی مودی، سر (۱۸۳۸-۱۹۱۱): سرمایه‌گذار و صنعتگر در هنگ کنگ
26. دینشو منککجی پتی، سر (۱۸۲۳-۱۹۰۱): اولین کارخانجات نساجی در هند تأسیس شد
27. کوروش پونوللا (۱۹۴۵ -): صنعتگر، دکتر داروساز و از بنیان‌گذاران انستیتو سرم هند
28. کوسجی جهانگیر ریدیمنی آقا، (۱۸۱۲-۱۸۷۸)، بارونت ۱، نیکوکار، از جمله ساختمان‌های مختلف دانشگاهی از دانشگاه بمبئی.
29. در جهانگیر هرموسجی روتنجی (۱۸۸۰-۱۹۶۰): صنعتگر، تأسیس کارخانه آبجو اولین هنگ کنگ؛ اول ضد سل آسایشگاه در دور شرق تأسیس
30. نورجی سکلتولا رئیس گروه تاتا از شرکت‌ها از سال ۱۹۳۲ تا هنگام مرگ نابهنگام خود در سال ۱۹۳۸.
31. حمی نوسرونجی ستهنا (۱۹۲۴-۲۰۱۰): پادما ویبهوشن نمود، مهندس شیمی، هدایت توسعه اولین دستگاه‌های منفجره هسته‌ای به هند است.
32. اردشیر دربشو صراف (۱۸۹۹-۱۹۶۵): اقتصاددان و نماینده در کنفرانس برتون وودز در سال ۱۹۴۴، شرکت نویسنده برنامه بمبئی، مؤسس و مدیر شرکت سرمایه‌گذاری هند اول رئیس بانک مرکزی هند هند
33. دربجی تاتا، سر (۱۸۵۹-۱۹۳۲): صنعتگر و بشردوست، سر درب تاتا تراست.
34. تاتا جمستجی نوسرونجی (۱۸۳۹-۱۹۰۴): صنعتگر و بنیان‌گذار گروه تاتا از شرکت، با عنوان "یک مرد کمیسیون برنامه‌ریزی" نهرو
35. جهانگیر رتنجی ددبهی (جرد) تاتا (۱۹۰۴-۱۹۹۳): صنعتگر و بنیان‌گذار شرکت هواپیمایی نخستین سری تجاری هند: هند هوا
36. رتن جمشتجی تاتا، سر، پسرهای جوان جمشتجی تاتا، صنعتگر و نیکوکار، سر رتن تاتا تراست.
37. تاتا رتن نیروی دریایی (۱۹۳۷ -): رئیس گروه تاتا از شرکت‌ها و عضو هیئت مدیره مرکزی از بانک مرکزی هند
38. نوسرونجی ودیا لوجی (۱۷۰۲-۱۷۷۴): کشتیساز و نیروی دریایی معمار سازنده حوض خشک در آسیا
39. در بودن ودیا (۱۹۷۰ -): مشترک مدیر عامل بمبئی رنگرزی.

## در دانشگاه‌ها
- مهزرین بنجی: استاد روانشناسی دانشگاه هاروارد
- جمشید بهروچا (۱۹۵۶ -)، رئیس اتحادیه کوپر. سابق بر این، رئیس دانشکده هنر و علوم در کالج دارتموث (۱ سرخپوستان آمریکا به عنوان رئیس یک مدرسه در پیچک لیگ مؤسسه خدمت می‌کنند).
- حمی ک. بهب‌ها (۱۹۴۹ -): نظریه پرداز فرهنگی، مطالعات، استاد دانشگاه هاروارد.
- روسی تلیرخن: استاد مهندسی هسته‌ای در دانشگاه پردو.

## نظامی
1. اردشیر ترپر: سرهنگ دوم، ارتش هند، برنده به چاکرا پارامترها Vir، بالاترین جایزه هند برای دلاوری
2. مهندس اسپی (۱۹۱۲-۲۰۰۲): رئیس سابق ستاد هوایی، نیروی هوایی هند.
3. فالی حمی عمده (۱۹۴۷ -): رئیس سابق ستاد هوایی نیروی هوایی هند است.
4. در سام منکشو (۱۹۱۴-۲۰۰۸): سابق هند و فرمانده ارتش مارشال هند
5. در جال کورستجی (۱۹۱۹ -): رئیس سابق ستاد نیروی دریایی، نیروی دریایی هند
6. آدی م. ستهنا: معاون سابق رئیس ستاد ارتش، ارتش هند
7. فنّ بیللیمریا: سپهبد، پدر کارن Bilimoria، بیلیمریا پروردگار

## در هنر، سرگرمی، مذهب، ورزش و طالع بینی
1. ارونا ایرانی: بازیگر زن بالیوود است.
2. بومان ایرانی (۱۹۵۹ -): بازیگر بالیوود
3. شیمک داور: طراح رقص بالیوود
4. حمی ادجنیا (۱۹۷۲ -): کارگردان، نویسنده و سکوبا مربی غواصی (کمس سه ستاره)
5. اریکک آوری (۱۹۵۲ -): بازیگر هالیوود.
6. اردشیر ایرانی - فیلمساز
7. کوروش برچا (۱۹۷۱ -): متو وج هند و کمدین استند آپ.
8. بهرام "بوسیبی" پیمانکار (۱۹۳۰-۲۰۰۱): روزنامه‌نگار و مقاله نویس.
9. نریمان "نری" پیمانکار (۱۹۳۴ -): کریکت مربی آکادمی ککی.
10. در اردشیر کوسجی (۱۹۲۶ -): روزنامه‌نگار و ستون‌نویس روزنامه است.
11. فیلم نوهید کیروسی (۱۹۸۲ -): مدل، بازیگر، مجری تلویزیون
12. بجان درووللا (۱۹۳۱ -): منجم.
13. یکی درووللا (۱۹۳۷ -)، شاعر و نویسنده
14. سام دستور (۱۹۴۱ -): بازیگر و کارگردان تلویزیون است.
15. منککجی نوسرونجی دهللا (۱۸۷۵-۱۹۵۶) کشیش و محقق مذهبی.
16. در فرخ دهندی (۱۹۴۴ -): رمان نویس، نویسنده داستان کوتاه، فیلم‌نامه نویس، روزنامه‌نگار.
17. در دیانا ادولجی (۱۹۵۶ -): اولین کاپیتان تیم کریکت زنان هند - از سال ۱۹۷۸ تا ۱۹۹۳
18. مهندس فرخ (۱۹۳۸ -): کریکت.
19. زربنو گیففرد (۱۹۵۰ -): حقوق بشر
20. کیزد گوستاد (۱۹۶۸ -): کارگردان.
21. آبان نشانگر کبرجی (۱۹۵۳ -): پاکستان اکولوژیست، مدیر منطقه‌ای آسیایی از یوکن
22. فیردوس کنگا: (۱۹۶۰ -) نویسنده، بازیگر و فیلم‌نامه‌نویس است.
23. خورشدجی کرنجیا رستم (۱۹۱۲-۲۰۰۸) روزنامه‌نگار و سردبیر، بنیان‌گذار تلخیص هند، حمله رعداسا.
24. پرسیس خمبتا (۱۹۵۰-۱۹۹۸): بازیگر و مدل. خانم هند در سال ۱۹۶۵.
25. فیردوس خراس (۱۹۵۵ -): انیمیشن، تلویزیون و فیلم را تهیه‌کننده و کارگردان است.
26. مهر جسیا مدل هندی
27. در شاپور خرگت (۱۹۳۲-۲۰۰۰): روزنامه‌نگار، سردبیر و مدیر اکونومیست (آسیا).
28. بهرمجی ملبری (۱۸۵۳-۱۹۱۲): شاعر، روزنامه‌نگار، نویسنده، و مصلحان اجتماعی.
29. مهربابا (مرون شریر ایرانی، ۱۸۹۴-۱۹۶۹) هند مرموز
30. اروچ Jessawala، مترجم مهربابا
31. محلی مهتا (۱۹۰۸-۲۰۰۲): موسیقی، مؤسس ارکستر فیلارمونیک بمبئی و ارکستر رشته بمبئی.
32. زرین مهتا (۱۹۳۸ -) موسیقیدان، مدیر اجرایی ارکستر فیلارمونیک نیویورک از سال ۲۰۰۰
33. زوبین مهتا (۱۹۳۶ -) موسیقیدان، موزیکال کارگردان برای زندگی ارکستر فیلارمونیک اسرائیل و مگگیو موسیکال Fiorentino، مدیر سابق ارکستر فیلارمونیک لس آنجلس، ارکستر فیلارمونیک نیویورک و اپرای ایالتی باواریا و در حال حاضر (- ۲۰۱۱)، ارکستر فیلارمونیک اسرائیل.
34. فردی مرکوری (فرخ Bulsara، ۱۹۴۶-۱۹۹۱): سنگ آیکون و خواننده اصلی گروه Queen (ملکه).
35. دینا م. میستری (۱۹ -): نویسنده و کارشناس اموزش و پرورش؛ دریافت‌کننده پاکستان مدال "افتخار عملکرد".
36. میستری رهینتن (۱۹۵۲ -): رمان نویس، نویسنده داستان کوتاه، نویسنده فیلمنامه.
37. جیونجی جمشدجی مودی آقا، زرتشتی، محقق، دکترای از هایدلبرگ، آلمان، به رسمیت شناختن و جوایز، برای کمک هزینه تحصیلی از سوئد، فرانسه و مجارستان.
38. سهراب مودی (۱۸۹۷-۱۹۸۴): صحنه و بازیگر فیلم، کارگردان و تهیه‌کننده.
39. پنتهکی ری (۱۹۷۹ -): بازیگر و تهیه‌کننده فیلم
40. در کوروش پنچا (۱۹۷۶ -): فدراسیون اسکواش آسیا مربی تازه وارد از سال ۲،۰۰۳-۴.
41. بپسی سیدهوا (۱۹۳۸ -) نویسنده و فیلم‌نامه نویس. صوتی طرفدار حقوق زنان
42. گدرج سیدهوا (۱۹۲۵ -): متکلم، مورخ و کاهن اعظم است.
43. شپورجی سربجی کیخسرو (۱۸۹۲-۱۹۸۸): آهنگساز، منتقد موسیقی، نوازنده پیانو، و نویسنده.
44. سونی ترپرولا (۱۹۵۷ -): فیلمنامه، نویسنده و عکاس است.
45. پهلان رتنجی "پولی" یومریگر (۱۹۲۶-۲۰۰۶): کریکت.
46. زوبین ورلا (۱۹ -): بازیگر مرحله.
47. در نینا ودیا (۱۹۶۸ -): هند بریتانیا کمدین و بازیگر تلویزیون، در حال حاضر و به مهم‌ترین آن‌ها از یستندرس.
48. جان (فرهان) آبراهام (-۱۹۷۲): بازیگر
49. دیانا پنتی(-۱۹۸۵): بازیگر

## سیاستمداران، فعالان و بوروکرات‌ها
- ردیف --- نام و فامیل --- زایش و میرش --- کار برجسته

1. مینچر بهندرا (۱۹۳۷ -۲۰۰۸): پاکستان از نمایندگان مجلس و صاحب موری آبجوسازی.
2. منچرجی بهونگری (۱۸۵۱-۱۹۳۳) سیاستمدار، دوم آسیا انتخاب می‌شود به مجلس عوام (محافظه کار).
3. جمشید نشانگر (۱۹۲۲ -): دیپلمات پاکستانی، سفیر به کشور بیش از هر فرد دیگر، گیرنده از هلال من امتیاز.
4. در مینو مثانی (۱۹۰۵-۱۹۹۸): نویسنده، نماینده و عضو مجلس مؤسسان.
5. فرن گینولا (۱۹۳۲ -): از اعضای کنگره ملی آفریقا و به وسیلهی نلسون ماندلا در الغای آپارتاید در آفریقای جنوبی است. سپس به مدت ۷ سال به عنوان رئیس مجلس پارلمان در آفریقای جنوبی خدمت کرده
6. جمشید نوسرونجی مهتا (۱۸۸۶-۱۹۵۲): شهردار سابق کراچی برای ۱۲ سال متوالی.
7. درب پاتل (۱۹۲۴-۱۹۹۷) عدالت: عدالت رئیس سابق دادگاه عالی سند، قاضی سابق دیوان عالی پاکستان و حقوق بشر.
8. کوسجی جهانگیر (ریدیمنی) (۱۸۱۲-۱۸۷۸): JP، مالیات بر درآمد در هند معرفی شد. بارونت برای اولین بار از بمبئی.
9. رستم در س. سیدهوا (۱۹۲۷-۱۹۹۷): قاضی در دیوان عالی کشور پاکستان به عنوان به عنوان یکی از یازده اصلی قضات دادگاه جنایی بین‌المللی برای یوگسلاوی سابق.
10. شپورجی سکلتولا (۱۸۷۴-۱۹۳۶): سوسیالیست، رفاه کارگران فعال، سوم آسیا انتخاب می‌شود به مجلس عوام (کمونیست، کارگر) است.
11. ودیا بپ (۱۸۸۱-۱۹۵۸)، اهل عرفان هند و فعال کارگری. پیشگام ایجاد تشکل‌های کارگری در هند.
12. جنبش استقلال هند
13. بهیکیجی کاما (۱۸۶۱-۱۹۳۶): فعال سیاسی، خالق پرچم ملی هند.
14. فرز گاندی (۱۹۱۲-۱۹۶۰): روزنامه‌نگار و سیاستمدار، پ تحت جواهر لعل نهرو هند، پدر و جد راجیو گاندی راهول گاندی.
15. مهتافیروز شاه Pherozeshah، سر (۱۸۴۵-۱۹۱۵): فعال سیاسی، بنیان‌گذار و اولین رئیس‌جمهور از کنگره ملی هند، بنیان‌گذار شرکت شهرداری بمبئی.
16. ددبهی نرجی (۱۸۲۵-۱۹۱۷) اقتصاددان، فعال سیاسی، برای اولین بار آسیایی باید به مجلس عوام (لیبرال) انتخاب، برای اولین بار به‌طور عمومی از استقلال از بریتانیا را خواستار است.
17. نریمان خورشید فرمجی (۱۸ -۱۹؟؟): فعال اجتماعی، شهردار بمبئی. عضو کنگره ملی هند.

## حقوق و قانون
1. در سام پیرج بهروچا (۱۹۳۷ -): رئیس دیوان عالی کشور هند.
2. س. ه. کپدیا جاری رئیس دادگستری از هند است.
3. سام نریمان فالی (۱۹۲۹ -): حقوقدان، دریافت‌کننده پادما بهوشن و ویبهوشن پادما.
4. ننبهی ("نانی") پلخیولا (۱۹۲۰-۲۰۰۲): حقوقدان و اقتصاددان برجسته.
5. سلی جهانگیر سربجی (۱۹۳۰ -): دادستان سابق کل هند.
6. است.
7. رتنبی پتی (۱۹۰۰-۱۹۲۹): همسر دوم محمد علی جناح
8. رجا مونچرجی دسبهی (۱۸۷۳-۱۹۴۷): برای اولین بار هند به ارزیاب سنگ گرانبها به آداب و رسوم هند بریتانوی منصوب. اعطا عنوان خان صاحب.
9. روستمجی بوختیر (۱۸۹۹-۱۹۳۶)، دکتر بمبئی متولد لنکستر اعدام به جرم قتل همسرش و دوشیزه یا زن جوان

## در هنر و ادبیات
- فردی مرکوری (فرخ بلسارا)
- زوبین مهتا
- روهینتون میستری
- سهراب بلسارا (نویسنده و پژوهشگر زبان فارسی و خط اوستایی)

## در سیاست
- فیروز گاندی

## در علم و صنعت
جهانگیر سبولا (۱۹۲۲-۲۰۱۱)، نقاش